# Jebramki
Jebramki (deutsch Jebrammen, 1938 bis 1945 Bachort) ist ein Dorf in der polnischen Woiwodschaft Ermland-Masuren, das zur Gmina Prostki (Landgemeinde Prostken) im Powiat Ełcki (Kreis Lyck) gehört.

## Geographische Lage
Jebramki liegt im südlichen Osten der Woiwodschaft Ermland-Masuren, 28 Kilometer östlich der einstigen Kreisstadt Johannisburg (polnisch Pisz) und 17 Kilometer südwestlich der heutigen Kreismetropole Ełk (deutsch Lyck).

## Geschichte
Das seinerzeit Pomian, um 1540 Pomyan, nach 1579 Jebramen, nach 1785 Jebrahmen und bis 1938 Jebrammen genannte Dorf wurde 1840 gegründet. Die in jenem Jahr ausgestellte Handfeste nennt als Empfänger einen Paul (von) Pomian. In der zweiten Hälfte des 16. Jahrhunderts entstand der Familienname des Adelsgeschlechts Abramowski – im Zusammenhang auch der Veränderung des Ortsnamens.
Von 1874 bis 1945 war Jebrammen in den Amtsbezirk Monethen (polnisch Monety) eingegliedert. Er war Teil des Kreises Johannisburg im Regierungsbezirk Gumbinnen (ab 1905: Regierungsbezirk Allenstein) in der preußischen Provinz Ostpreußen.
Im Jahr 1910 waren in Jebrammen 205 Einwohner registriert. Ihre Zahl stieg bis 1933 auf 219. Am 3. Juni (amtlich bestätigt am 16. Juli) des Jahres 1938 wurde Jebrammen aus politisch-ideologischen Gründen der Abwehr fremdländisch klingender Ortsnamen in „Bachort“ umbenannt. Die Zahl der Einwohner belief sich 1939 auf 214.
In Kriegsfolge kam das Dorf 1945 mit dem gesamten südlichen Ostpreußen zu Polen und erhielt die polnische Namensform „Jebramki“. Es ist heute Sitz eines Schulzenamtes (polnisch Sołectwo) und als solches eine Ortschaft im Verbund der Landgemeinde Prostki (Prostken) im Powiat Ełcki (Kreis Lyck), bis 1998 der Woiwodschaft Suwałki, seither der Woiwodschaft Ermland-Masuren zugehörig.

## Religionen
Bis 1945 war Jebrammen in die evangelische Kirche Groß Rosinsko (1938 bis 1945 Großrosen, polnisch Rożyńsk Wielki) in der Kirchenprovinz Ostpreußen der Kirche der Altpreußischen Union sowie in die römisch-katholische Kirche in Johannisburg (polnisch Pisz) im Bistum Ermland eingepfarrt.
Heute gehört Jebramki katholischerseits zur Pfarrei in Rożyńsk Wielki im Bistum Ełk der Römisch-katholischen Kirche in Polen. Die evangelischen Einwohner halten sich zu den Kirchengemeinden in Biała Piska (Biallen, 1938 bis 1945 Gehlenburg) bzw. Ełk (Lyck), beides Filialgemeinden der Pfarrei in Pisz (Johannisburg) in der Diözese Masuren der Evangelisch-Augsburgischen Kirche in Polen.

## Verkehr
Jebramki liegt südlich der Woiwodschaftsstraße 667 und ist von Pogorzel Wielka (Groß Pogorzellen, 1907 bis 1930 Groß Brennen, 1930 bis 1945 Brennen) über Czyprki (Czyprken, 1930 bis 1950 Kolbitz) zu erreichen. Eine Bahnanbindung besteht nicht.